# Leo Bassi

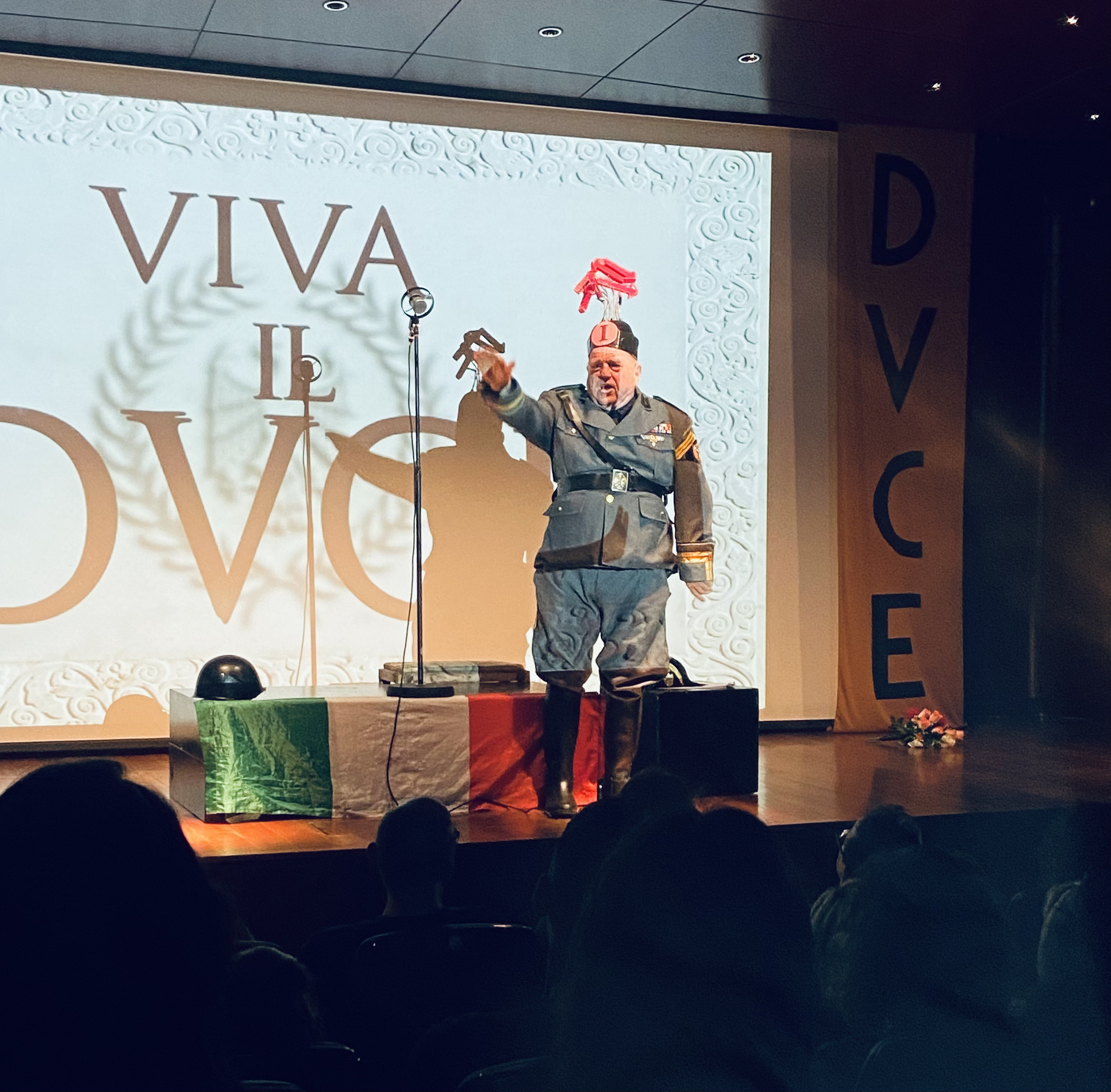
Fotografía de la actuación de Leo Bassi en el Museo Nacional Centro de Arte Reina Sofía, 2023. Interpretación de Yo, Mussolini.

Leo Bassi (Nueva York, 1952) es un payaso, actor cómico y artista de circo italiano. Su estilo se caracteriza por ser provocador y crítico con la derecha política y la religión.

## Trayectoria
Procede de una familia italiana e inglesa dedicada, desde 1840 y durante seis generaciones, al arte circense. Un antepasado suyo luchó al lado de Garibaldi y creó uno de los primeros circos modernos de la Toscana. El abuelo de Bassi, el británico, Jimmy Wheeler, era una de las estrellas del London Palladium y fue uno de los pioneros de la comedia en televisión, en los primeros años de la BBC. Su padre, Leo Bassi senior, fue un renombrado malabarista que trabajó en los Estados Unidos con artistas como Groucho Marx, Louis Armstrong y Ed Sullivan, y de los primeros payasos extranjeros en actuar en el Circo Price, tras la guerra civil española.
Bassi debutó en el circo a los siete años en Australia, donde sus padres realizaban un espectáculo ambulante, llamado Sorlie´s, inspirado en Aladino y la lámpara maravillosa. Luego recorrió el mundo y se especializó en malabarismo y antipodismo. A los 17 años, se unió al trío familiar, formado por Bassi, su padre y su tía, llamado Trío Bassi.
A los 23 años, abandonó el espectáculo familiar para desarrollar su carrera en solitario como actor cómico del estilo bufón, con un espectáculo callejero llamado: El circo más pequeño del mundo, con el que viajó por el mundo durante cinco años. Desde entonces, ha desarrollado su trabajo como actor, payaso, comediante, animador y agitador cultural, en diferentes escenarios de los cinco continentes.
Ha creado también, numerosos espectáculos teatrales en los que actúa en solitario. Entre ellos, la obra La revelación, estrenada en 2005 como un «homenaje al laicismo» y que provocó violentas reacciones por parte de grupos ultracatólicos españoles. Además, organiza performances y actos teatralizados destinados a denunciar hechos políticos y culturales desde un enfoque cómico, como el Bassibus, el Belén de Lavapiés, o Cultura contra la Guerra en la que se realizó una manifestación en contra de la guerra de Irak que reunió a más de un millón de personas en Madrid.
Ha trabajado como actor en obras teatrales y películas, como presentador de eventos y también, ha intervenido en televisión, en programas de televisión españoles como: Crónicas Marcianas, Lo + Plus o El hormiguero. Además, es ponente de conferencias y charlas sobre los temas que defiende o denuncia.
Bassi se profesa ateo. Es socio de Europa Laica, principal asociación laicista española.

## Obra

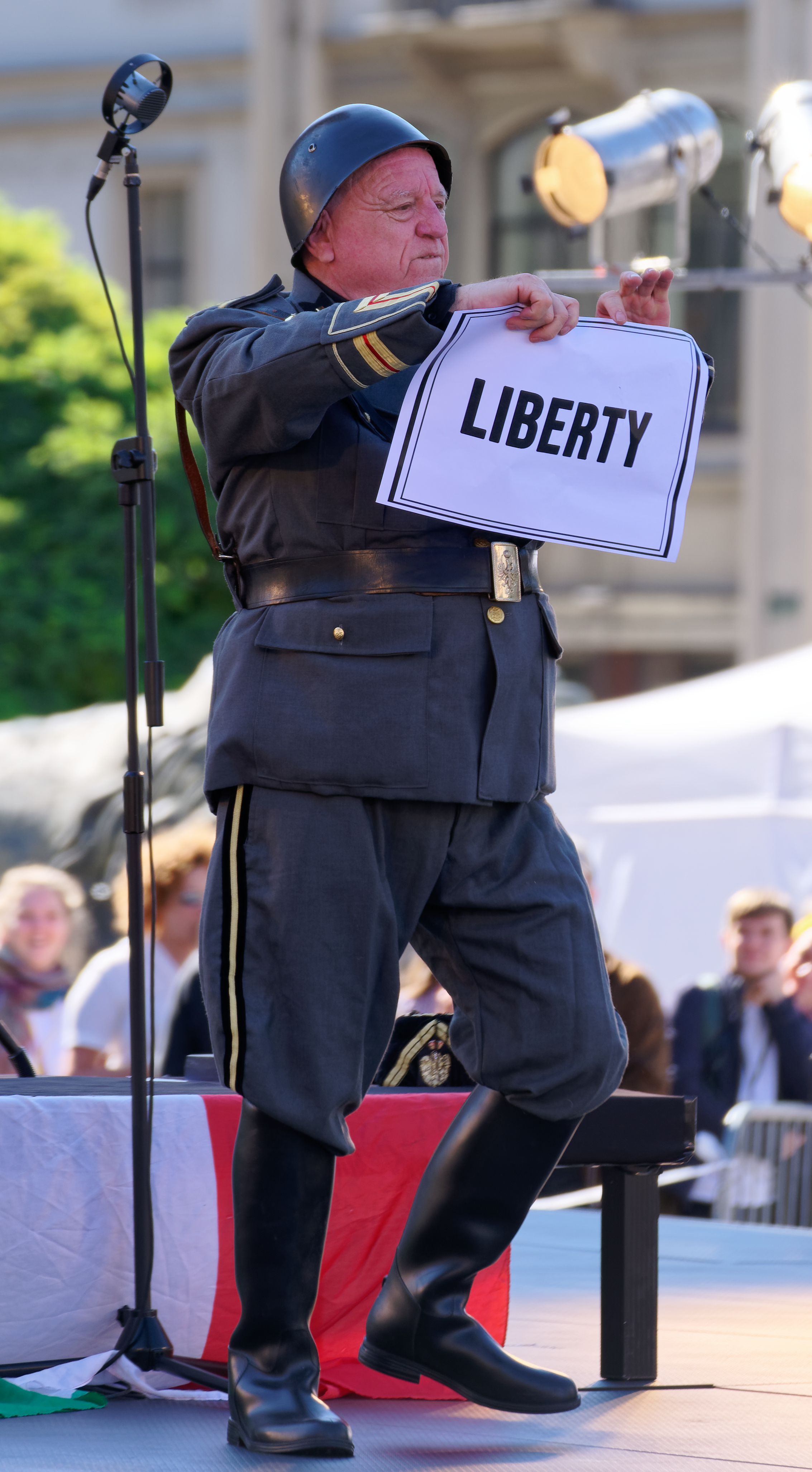
Leo Bassi representando Yo, Mussolini (2021)

- 1982 - Cristóbal Colón Inc. Export/Import
- 1993 - Instintos ocultos
- 1993 - El ejecutivo
- 1989 - La última locura de Nerón
- 1990 - El suicidio eléctrico
- 1995 - Circus Whitman
- 1996 - Brains
- 1996 - Cybercus: El Gran Circo Internet
- 1998 - La Vendetta
- 2000 - Golf
- 2001 - El 12 de septiembre
- 2004 - El Bassibus
- 2005 - La Revelación
- 2009 - Utopía
- 2018 - El último bufón
- 2019 - Yo, Mussolini.
- 2022 - 70 años: Leo Bassi.

## Premios

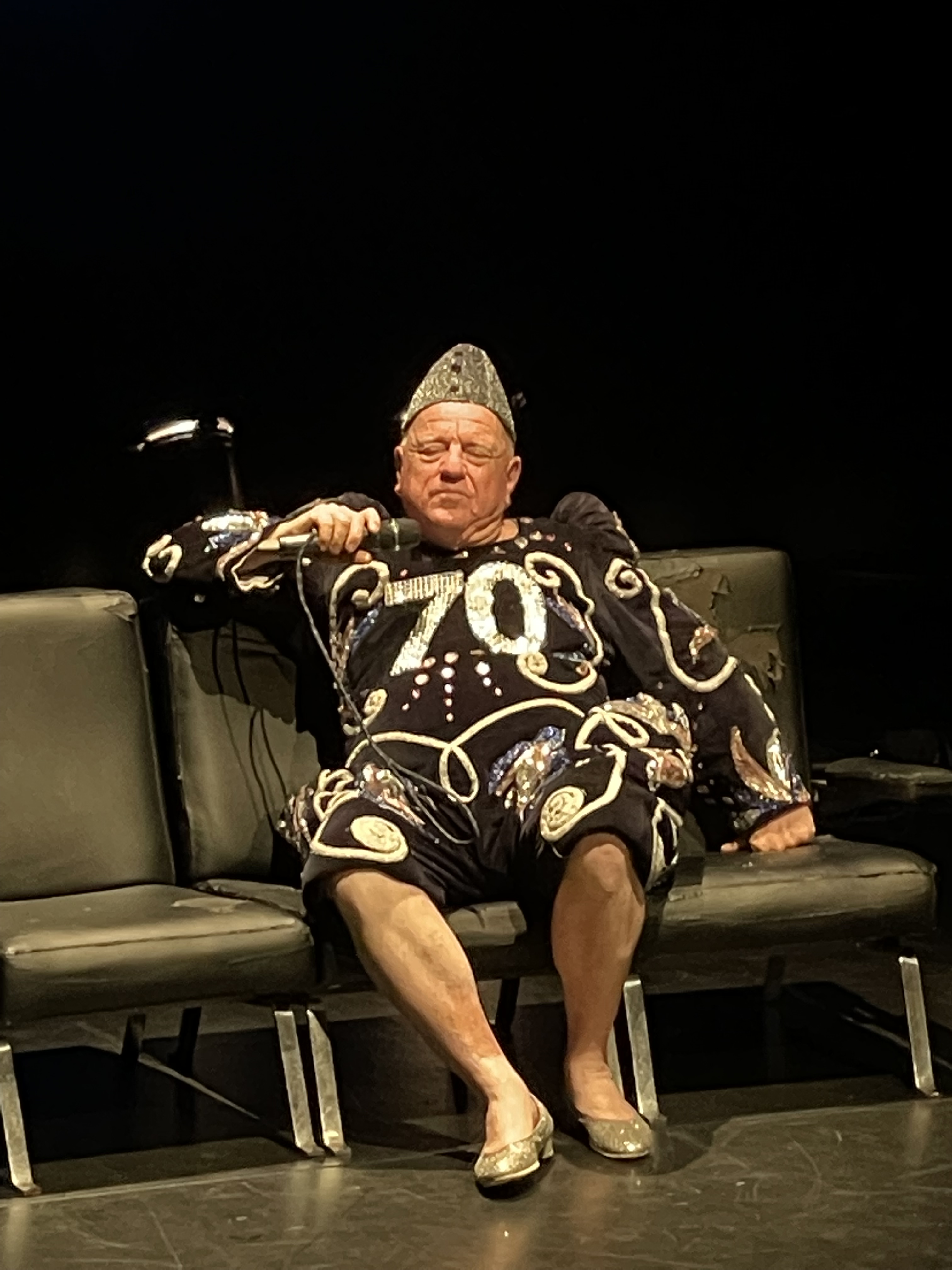
70 años Leo Bassi, en Teatro del Barrio de Madrid (marzo 2022)

- Premios de la Crítica de Barcelona, Cannes y Múnich.
- Premio OBIE (Off-Broadway Theater Award), Nueva York.
- Premios FAD Sebastià Gasch, Aplaudiments internacionales.
- Premio del Festival de Amendola, Italia.
- Premio Nas d'Or, Barcelona.
- Premio de Teatro Tondela, Portugal.
- Premio de Teatro Puerto Montt, Chile.
- Premio de Teatro Cánovas, Málaga.
- Premio Moers Comedy Festival, Alemania.
- Premio Just For Laughs Festival, Montreal (Canadá).
- Elegido representante oficial de Italia en las Olimpiadas Teatrales de Moscú.
- Exgae: Premio «Demanda Seguro» en los Oxcars 08.

## Reconocimientos
En 2009, se estrenó el documental Zapatos nuevos: Payasos de hoy en Europa, dirigido por Brian Rodríguez Wood y producido por Javier Salinas, donde aparece Bassi junto a otras figuras del mundo del clown como: Johnny Melville, Gardi Hutter, Carlo Colombaioni, Philippe Gaulier, Jango Edwards, Pepa Plana, Slava Polunin Virginia Imaz, Joan Montanyès i Martínez o Buffo; que tuvo 4 nominaciones a los Premios Goya 2010.

## El Paticano y la Iglesia patólica en Madrid
En 2012 Bassi inauguró El Paticano en el barrio de Lavapiés de Madrid. El museo-teatro es la sede de la denominada Iglesia patólica, dedicada a «santificar la comicidad», en la que se venera a un patito de goma. Además, se realizan misas «patólicas», bodas, bautizos y funerales.
En el Paticano se exhiben piezas relacionadas con los payasos, el pato de goma, el circo y su propia historia personal y familiar. El diseño y decoración, de estilo barroco, está a cargo de la diseñadora chilena, Carmen Pérez-Luco, quien utiliza materiales reciclados.
El 10 de agosto de 2016 el Paticano sufrió un incendio provocado por detractores, pero luego de las respectivas reparaciones volvió a abrirse al público. Para recordar el hecho, se exhibe como reliquia un pato de goma quemado rescatado del incendio, al que se venera como el Morenito de San Lorenzo, por coincidir la fecha con el santoral.
 

Es un lugar de interés que aparece en diferentes guías turísticas de Madrid. 

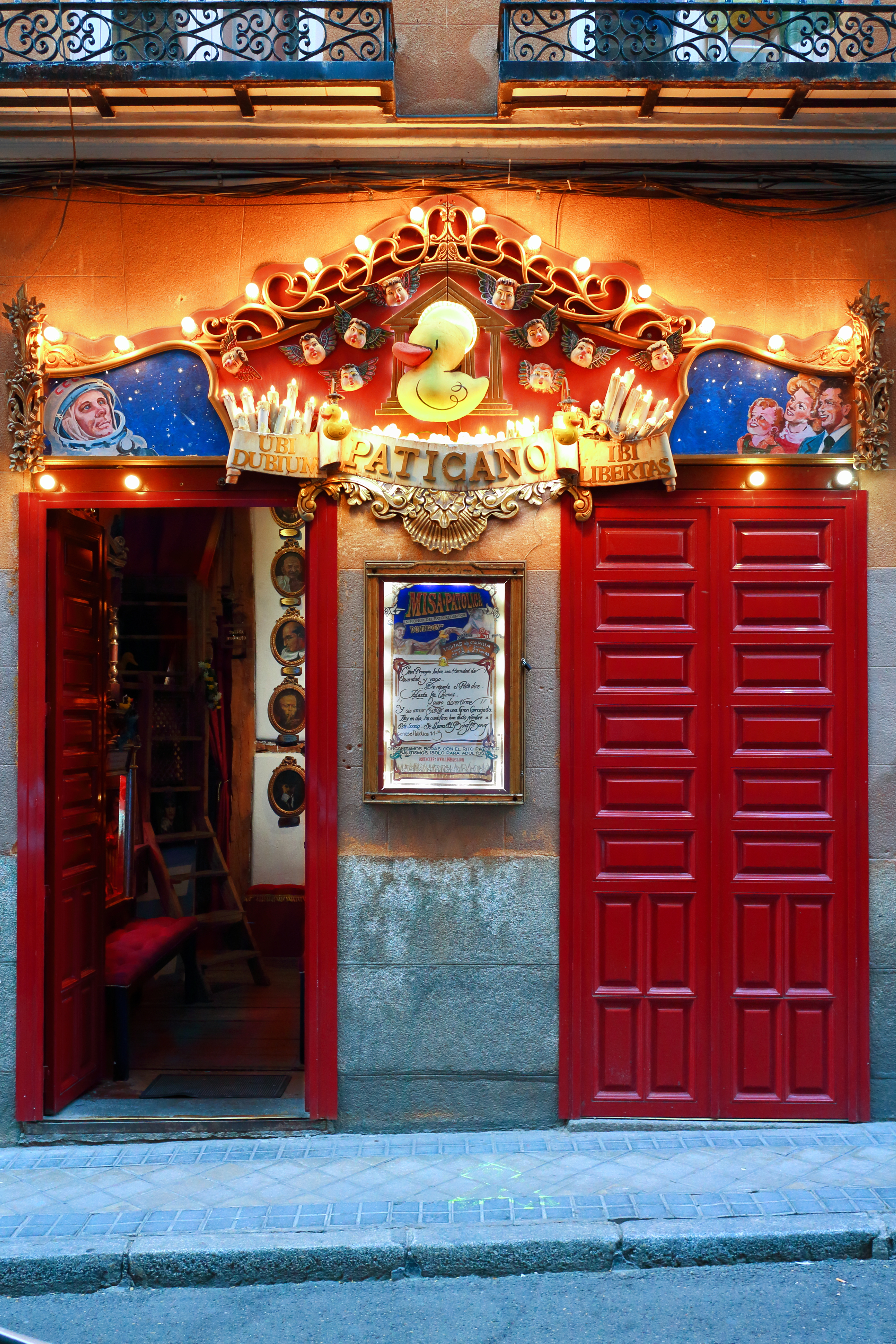
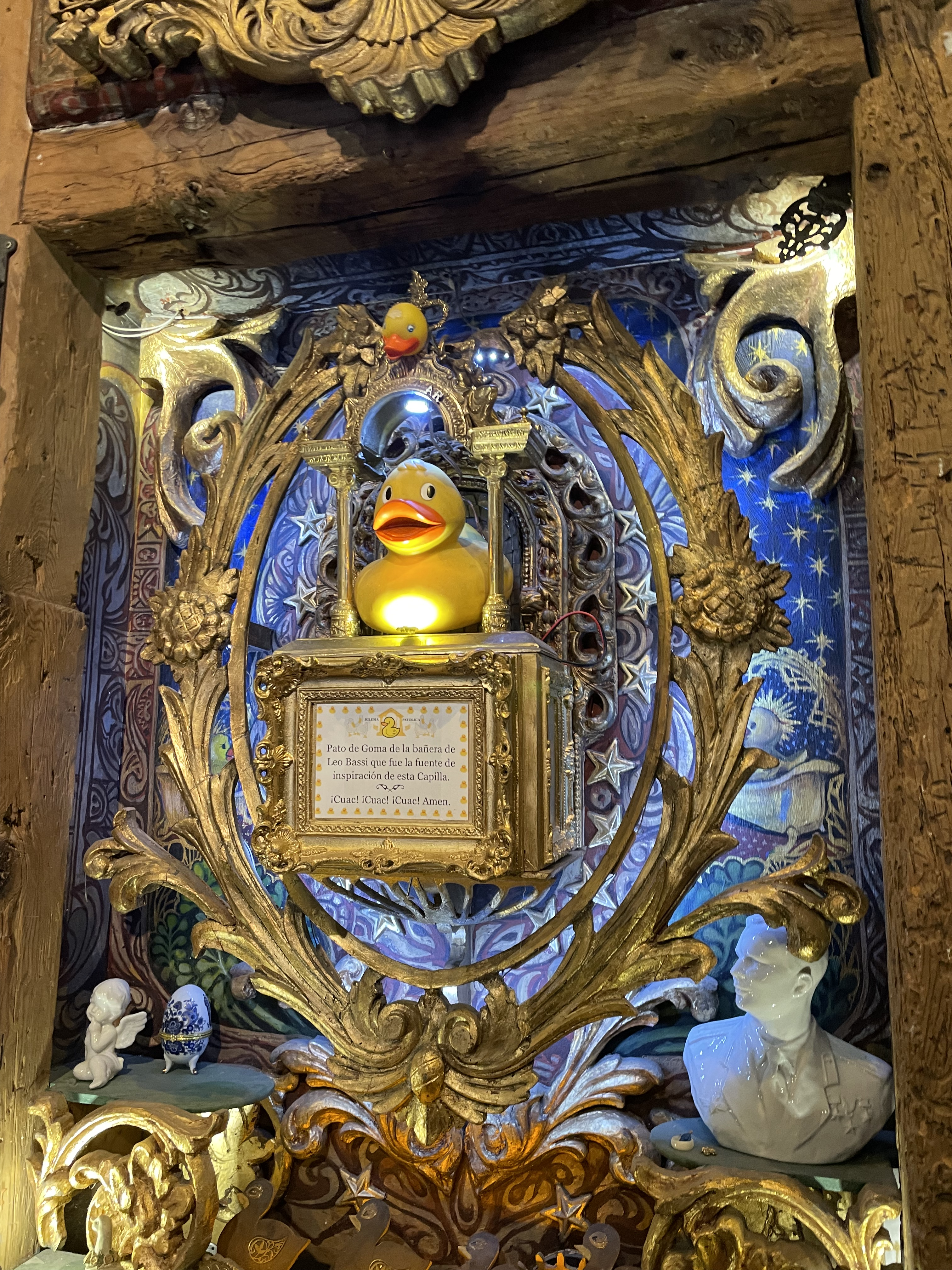
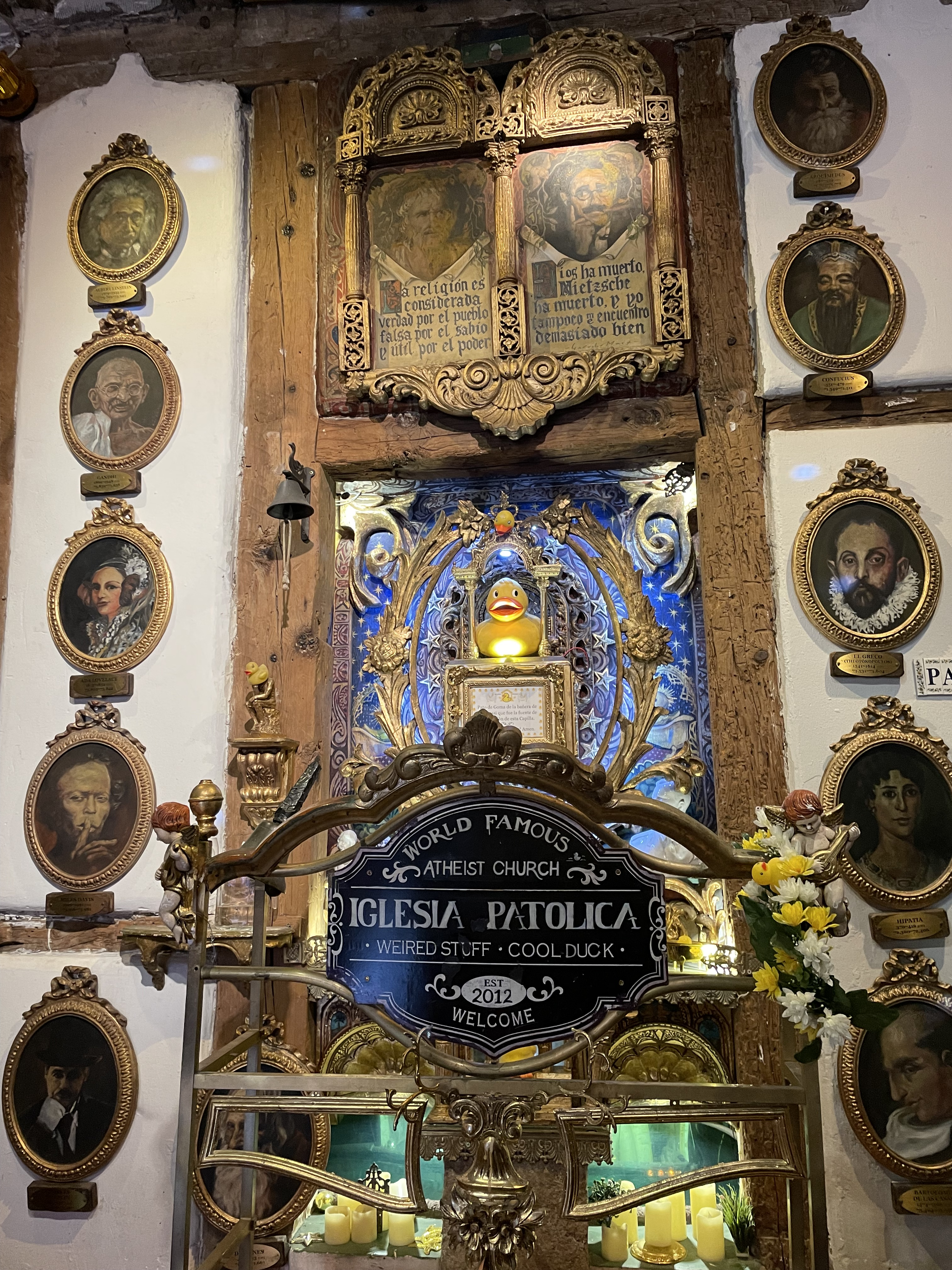
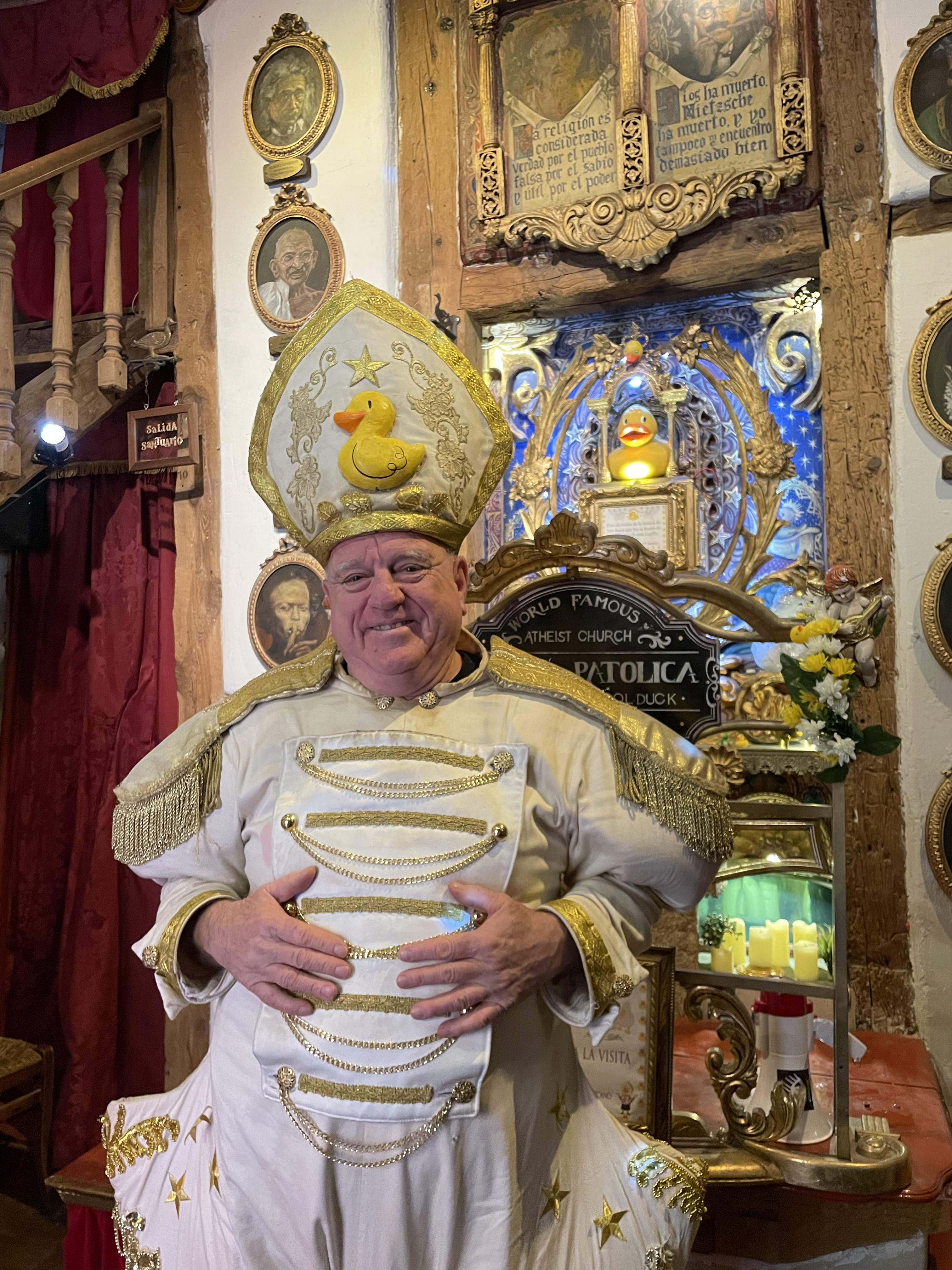

## Polémicas y reacciones a sus representaciones

### Contra el programa Gran Hermano en España
Durante la grabación de la primera edición del programa Gran Hermano en el año 2000, Bassi alquiló una finca al lado de los estudios e instaló una performance en la que colocó música clásica y junto a otros artistas, leyó la novela 1984 de George Orwell, como reacción a la temática del programa y su contribución a la cultura española. Luego de unos días, tuvieron que retirarse por amenazas que no resultaron en daños.

### La revelaciónen España

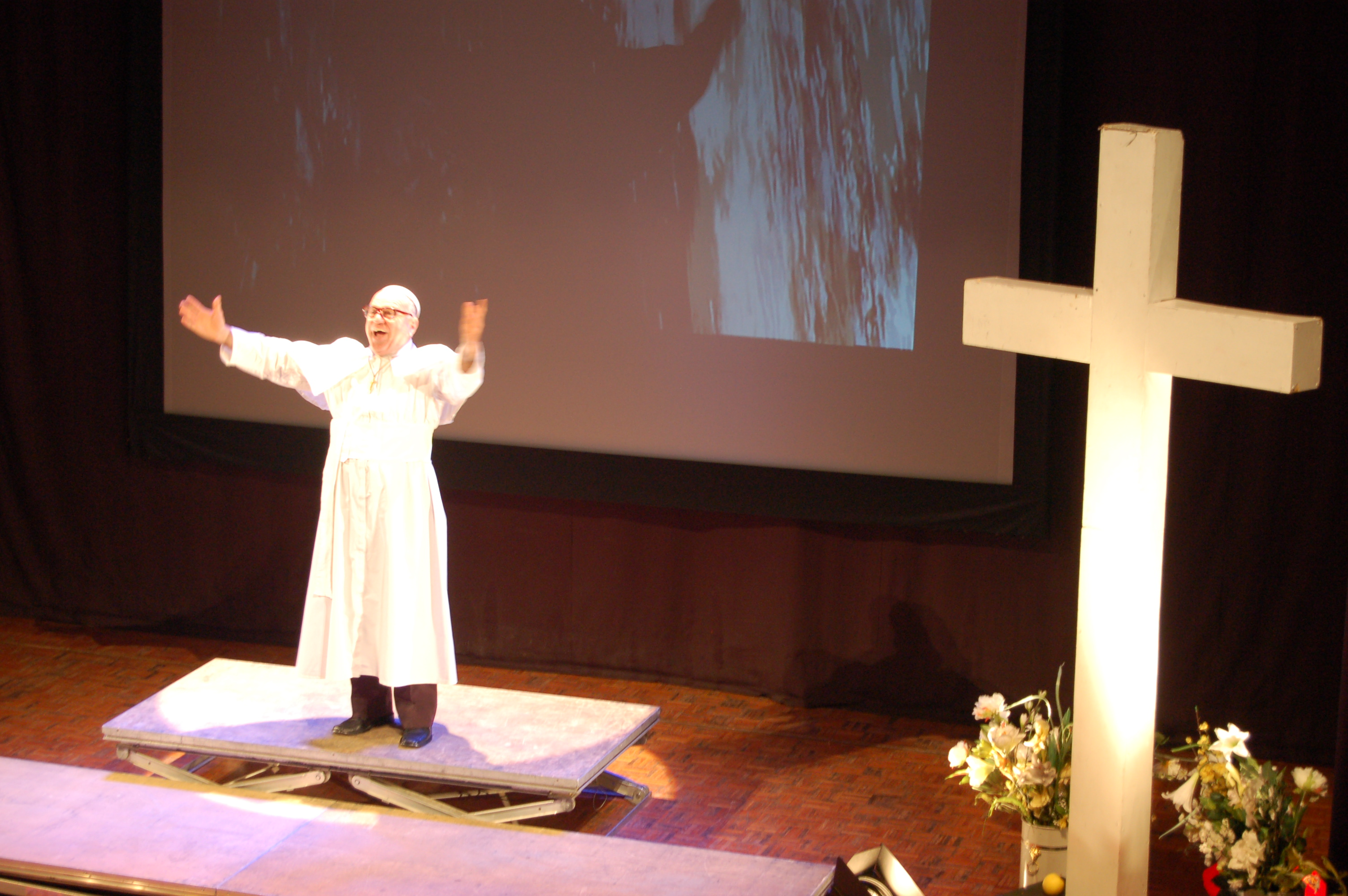
Leo Bassi en La Revelación, en el Teatro Principal de Pontevedra.

El 1 de marzo de 2006, un artefacto explosivo artesanal fue colocado al lado de su camerino en el Teatro Alfil de Madrid, donde representaba La Revelación, obra que se inspira en la Ilustración y critica el oscurantismo, las sectas y los fundamentalismos de la vida moderna. En rechazo, instituciones como INAEM o la Comunidad de Madrid, y algunos artistas españoles, como José Sacristán, Iñigo Ramírez de Haro o Carmen Conesa, mostraron su apoyo a Bassi y al Teatro Alfil. La obra también fue denunciada ante la fiscalía por el partido ultracatólico Alternativa Española. En la segunda temporada en Madrid, además, de protestas a las afueras del teatro, recibió amenazas de muerte y tuvo que usar guardaespaldas. Situaciones similares se dieron lugar en otras ciudades de España durante la gira, como en Toledo, donde el Arzobispo Antonio Cañizares emitió un discurso en su contra que provocó alteraciones del orden público y la cancelación del espectáculo en la sala que estaba programada.

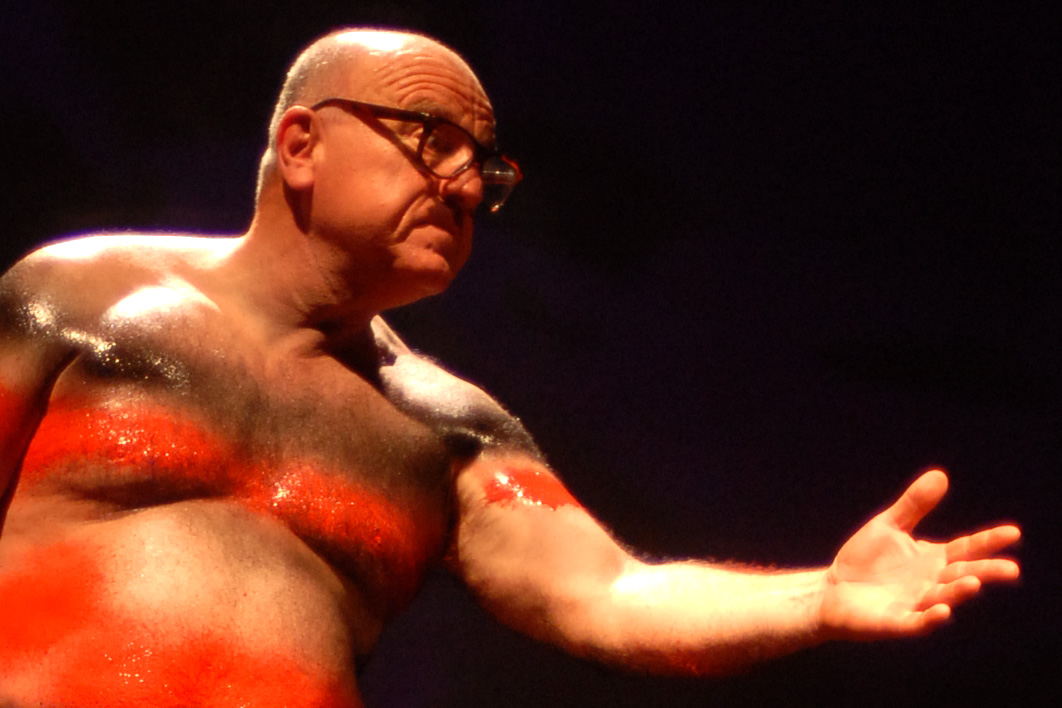
Leo Bassi en La Revelación.

En Palma de Mallorca, cuando iba a actuar en el Teatre del Mar, propiedad del obispado, el contrato fue revocado alegando una cláusula que impide realizar obras en contra de la doctrina católica en dicha sala. A pesar de la situación, la representación se trasladó al Teatro de Lloseta.
En 2006, en Santander, la pieza había sido programada inicialmente por la Obra Social de Caja Cantabria, pero se canceló tras las presiones recibidas por parte del Obispado de Santander. Sin embargo, se presentó en la Facultad de Medicina de la Universidad de Cantabria y antes del comienzo, se produjeron algunos incidentes protagonizados por diferentes agrupaciones católicas contra lo que consideraban un abuso de la libertad de expresión, llegando incluso a zarandear a pesar de las medidas de seguridad, a algunos miembros del Gobierno de Cantabria. Los incidentes se limitaron a los prolegómenos y la obra se pudo representar con normalidad tras la retirada de los manifestantes. Los eventos protagonizaron las portadas de periódicos como El Diario Montañés.
El 18 de abril de 2008, durante una representación en Utrera se tuvo que evacuar el teatro debido a una amenaza de bomba.

### Actuaciones denunciando la corrupción política española
En octubre de 2008, su actuación El Bassibus fue censurada del programa del Festival AlterArte celebrado en Murcia, ya que coincidía en fechas con el congreso regional del Partido Popular, hecho que provocó la dimisión de muchos organizadores del festival, aunque Bassi se empeñó en ir y actuar por su cuenta, generando una fuerte polémica mediática.
En 2011, Bassi creó una página web llamada PPLeaks, en la que, inspirándose en Wikileaks, invitaba a los visitantes a remitir anónimamente información sobre los casos de corrupción del Partido Popular.  En enero de 2016 ya no estaba en funcionamiento.
Con su espectáculo El último bufón, busca las raíces auténticas del arte circense, la expresión del bufón que se rebela contra el poder y revela los valores auténticos. Dedica esta obra a los jóvenes que luchan por una sociedad mejor, que no se somenten al sistema actual, invitando a los cómicos del momento a salir de la comodidad y ser colaboradores activos en la construcción de una sociedad mejor para todos. Bassi dijo al respecto «la misión del bufón es renovar la sociedad desafiando las convenciones con optimismo y energía».